# Campeonato Baiano de Futebol Sub-20 de 2021
O Campeonato Baiano de Futebol Sub-20 de 2021 (comumente conhecido como Baianão Sub-20 2021), foi a 41ª edição do torneiro realizado no estado da Bahia e organizado pela Federação Baiana de Futebol. A competição teve inicio no dia 19 de junho e encerrada em 23 de setembro de 2021, e conta com a participação de jogadores nascidos a partir do ano de 2001. Teve como campeão o Esporte Clube Bahia, que conquistou o seu 20º título, se isolando ainda mais do seu rival e atual vice, o Esporte Clube Vitória, que possui 16 conquistas.
A competição terá todos os jogos serão realizados com portões fechados, como prevenção a pandemia de COVID-19 e os clubes também deverão apresentar testes para Covid-19 na semana da primeira rodada.

## Formato e Regulamento

### Regulamento
O Baianão Sub-20 de 2021, será disputado por 14 (quatorze) clubes e somente poderão participar do campeonato os atletas que tenham sido publicados no BID até o quinto dia útil que antecede a cada partida de acordo com o regulamento da competição. Terá condição de jogo os atletas nascidos a partir de 2001 e a competição será é restrita à categoria Sub-20, sendo permitida a inscrição de atletas com registro de profissionais desde que respeitado o limite de idade restrita à categoria Sub-20 e cada clube terá o direito de fazer até 6 substituições, por jogo, desde que respeite o máximo 3 (três) atos de substituição no decorrer da partida, não sendo considerado o
intervalo da partida na contagem destes atos. Desde que regularmente registrados, inscritos e com condição de jogo, os clubes poderão incluir na súmula de cada jogo até 5 (cinco) atletas estrangeiros. Os atletas, oriundos de outras Federações só serão registrados pelo Departamento de Registro e Transferência da FBF, após liberados, via on-line, pela Federação de origem, cumpridos ainda os demais requisitos exigidos.

### Formato
O Campeonato será disputado em Turno Único, sendo que haverá 2 fases; classificatória e eliminatória.
Na Primeira fase, os 14 (doze) clubes constituirão dois grupos “A” e “B”. Cada grupo terá 7 (sete) clubes, que se enfrentarão no sistema apenas de ida, dentro do grupo, classificando-se para a fase seguinte os 4 (quatro) clubes de melhores colocação de cada grupo. Na Segunda fase, as oito melhores equipes jogaram no sistema eliminatório de ida e volta, até a final. Os mandos de campo dos jogos de volta pertencerão às associações classificadas em 1º e 2º lugares na primeira fase, dentro dos seus respectivos grupos, observando-se a campanha de cada associação e, se necessário, os critérios de desempate estabelecidos pelo regulamento.

## Critérios de Desempate
Em caso de empate em pontos ganhos entre dois ou mais clubes ao final da Primeira e Segunda Fase, no grupo, o desempate para efeito de classificação será definido observando-se os critérios abaixo, aplicados à fase:
1. Maior número de vitórias;
2. Maior saldo de gols;
3. Maior número de gols pró;
4. Menor número de cartões vermelhos recebidos;
5. Menor número de cartões amarelos recebidos;
6. Sorteio.

Em caso de empate nas partidas na fase eliminatória, o desempate para indicar o vencedor será observando-se o critério abaixo:
- Cobrança de pênaltis, de acordo com os critérios adotados pela International Board.
- A disputa de pênaltis, quando aplicável, deverá ser iniciada até 10 (dez) minutos após o término da partida.

## Primeira fase
Atualizado em 21 de agosto.[carece de fontes?]

## Segunda fase
Em itálico, os times que possuem o mando de campo no primeiro jogo do confronto e em negrito os times classificados.[carece de fontes?]
|  | Quartas de final     | Quartas de final     | Quartas de final     | Quartas de final     |       |              | Semifinais           | Semifinais           | Semifinais           | Semifinais           |  |       | Final                  | Final                  | Final                  | Final                  |  |  |
|  | De 18 à 25 de agosto | De 18 à 25 de agosto | De 18 à 25 de agosto | De 18 à 25 de agosto |       |              | De 1 à 8 de setembro | De 1 à 8 de setembro | De 1 à 8 de setembro | De 1 à 8 de setembro |  |       | De 16 à 23 de setembro | De 16 à 23 de setembro | De 16 à 23 de setembro | De 16 à 23 de setembro |  |  |
|  |                      |                      |                      |                      |       |              |                      |                      |                      |                      |  |       |                        |                        |                        |                        |  |  |
|  | Juazeirense          | 0                    | 1                    | 1                    |       |              |                      |                      |                      |                      |  |       |                        |                        |                        |                        |  |  |
|  | Camaçariense         | 0                    | 2                    | 2                    |       |              |                      |                      |                      |                      |  |       |                        |                        |                        |                        |  |  |
|  | Camaçariense         | 0                    | 2                    | 2                    |       | Camaçariense | 0                    | 1                    | 1 (1)                |                      |  |       |                        |                        |                        |                        |  |  |
|  |                      |                      |                      |                      |       | Camaçariense | 0                    | 1                    | 1 (1)                |                      |  |       |                        |                        |                        |                        |  |  |
|  |                      | Vitória (pen)        | 0                    | 1                    | 1 (3) |              |                      |                      |                      |                      |  |       |                        |                        |                        |                        |  |  |
|  | Vitória              | Vitória (pen)        | 0                    | 1                    | 1 (3) | 0            | 8                    | 8                    |                      |                      |  |       |                        |                        |                        |                        |  |  |
|  | Vitória              |                      |                      |                      |       | 0            | 8                    | 8                    |                      |                      |  |       |                        |                        |                        |                        |  |  |
|  | UNIRB                | 0                    | 1                    | 1                    |       |              |                      |                      |                      |                      |  |       |                        |                        |                        |                        |  |  |
|  | UNIRB                | 0                    | 1                    | 1                    |       |              |                      |                      |                      |                      |  | Bahia | 4                      | 1                      | 5                      |                        |  |  |
|  |                      |                      |                      |                      |       |              |                      |                      |                      |                      |  | Bahia | 4                      | 1                      | 5                      |                        |  |  |
|  |                      | Vitória              | 2                    | 1                    | 3     |              |                      |                      |                      |                      |  |       |                        |                        |                        |                        |  |  |
|  | Jacuipense           | Vitória              | 2                    | 1                    | 3     | 1            | 3                    | 4                    |                      |                      |  |       |                        |                        |                        |                        |  |  |
|  | Jacuipense           |                      |                      |                      |       | 1            | 3                    | 4                    |                      |                      |  |       |                        |                        |                        |                        |  |  |
|  | Fluminense de Feira  | 0                    | 0                    | 0                    |       |              |                      |                      |                      |                      |  |       |                        |                        |                        |                        |  |  |
|  | Fluminense de Feira  | 0                    | 0                    | 0                    |       | Jacuipense   | 1                    | 0                    | 1 (1)                |                      |  |       |                        |                        |                        |                        |  |  |
|  |                      |                      |                      |                      |       | Jacuipense   | 1                    | 0                    | 1 (1)                |                      |  |       |                        |                        |                        |                        |  |  |
|  |                      | Bahia (pen)          | 0                    | 1                    | 1 (2) |              |                      |                      |                      |                      |  |       |                        |                        |                        |                        |  |  |
|  | Bahia                | Bahia (pen)          | 0                    | 1                    | 1 (2) | 3            | 5                    | 8                    |                      |                      |  |       |                        |                        |                        |                        |  |  |
|  | Bahia                |                      |                      |                      |       | 3            | 5                    | 8                    |                      |                      |  |       |                        |                        |                        |                        |  |  |
|  | ABB                  | 1                    | 1                    | 2                    |       |              |                      |                      |                      |                      |  |       |                        |                        |                        |                        |  |  |

## Fase final
Jogo da ida
| 16 de setembro | Bahia                                                               | 4 – 2  | Vitória                 | Joia da Princesa, Feira de Santana                                  |
| 15:15          | Riquelme 34' · Everton 43' · Pedro Borges 72' · Felipe Redaelli 88' | Súmula | 6' Alisson · 18' Hitalo | Público: Portões fechados Árbitro: BA Janielton Andrade de Oliveira |

Jogo da ida
| 23 de setembro | Vitória | 1 – 1 | Bahia | Estádio Barradão, Salvador              |
| 15:15          |         |       |       | Público: Portões fechados Árbitro: BA ? |

## Premiação
| Baianão Sub-20 2021        |
| -------------------------- |
| Bahia Campeão (20° título) |

| Vice-campeão: | Terceiro colocado: | Quarto colocado: | Artilheiro:         |
| ------------- | ------------------ | ---------------- | ------------------- |
| Vitória       | Jacuipense         | Camaçariense     | Mateus (Jacuipense) |

## Artilharia
Atualizado em 12 de setembro de 2021.
| Pos. | Jogador     | Equipe              | Gols |
| ---- | ----------- | ------------------- | ---- |
| 1º   | Mateus      | Jacuipense          | 8    |
| 2º   | Guilherme   | Fluminense de Feira | 6    |
| 3º   | João Jesley | Fluminense de Feira | 5    |
| 3º   | Lucas Reis  | Juazeirense         | 5    |

### Hat-tricks
| Jogador        | Clube                  | Adversário           | Placar | Data        |
| -------------- | ---------------------- | -------------------- | ------ | ----------- |
| Mateus         | Jacuipense             | Vitória da Conquista | 9–1    | 23 de junho |
| Ronaldo Mendes | Vitória                | Doce Mel             | 5–1    | 11 de julho |
| Zé Felipe      | Atlético de Alagoinhas | Barcelona de Ilhéus  | 7–0    | 11 de julho |

## Classificação final
A tabela a seguir classifica as equipes de acordo com a fase alcançada e considerando os critérios de desempate.